# Septoria cucurbitacearum
Septoria cucurbitacearum är en svampart som beskrevs av Sacc. 1876. Septoria cucurbitacearum ingår i släktet Septoria och familjen Mycosphaerellaceae.   Inga underarter finns listade i Catalogue of Life.